# Barely Legal (2011)
Barely Legal is een Amerikaanse film uit 2011 van The Asylum met Jeneta St. Clair.

## Verhaal
Sue, Cheryl en Lexi zijn eerstejaars studenten op het college. Ze zijn al hun hele leven vrienden doordat hun moeders elkaar in het ziekenhuis ontmoet hebben. Ieder jaar doen ze iets speciaals om hun verjaardag te vieren en dit jaar worden ze achttien. De drie zijn vastbesloten hun maagdelijkheid te verliezen.

## Rolverdeling
| Acteur           | Personage |
| ---------------- | --------- |
| Jeneta St. Clair | Cheryl    |
| Lisa Younger     | Lexi      |
| Melissa Johnston | Sue       |
| Morgan Benoit    | Jake      |
| Myko Olivier     | Eric      |